# Liste der Kulturdenkmale in Eberstedt
In der Liste der Kulturdenkmale in Eberstedt sind alle Kulturdenkmale der thüringischen Gemeinde Eberstedt (Landkreis Weimarer Land) und ihrer Ortsteile aufgelistet (Stand: 26. April 2012).

## Eberstedt
Einzeldenkmal
| Bild                           | Bezeichnung | Lage                   | Datierung | Beschreibung | ID |
| ------------------------------ | ----------- | ---------------------- | --------- | ------------ | -- |
| weitere Bilder Fotos hochladen | Kirche      | (Karte)                |           |              |    |
| Fotos hochladen                | Ilmbrücke   | Niedertrebra/Eberstedt |           |              |    |

## Quelle
- Denkmalliste Landkreis Weimarer Land. (PDF; 929 kB) weimarerland.de